# Compsibidion decoratum
Compsibidion decoratum är en skalbaggsart som först beskrevs av Pierre Émile Gounelle 1909.  Compsibidion decoratum ingår i släktet Compsibidion och familjen långhorningar. Inga underarter finns listade i Catalogue of Life.